# Молино ди Бјауцо (Удине)
Молино ди Бјауцо је насеље у Италији у округу Удине, региону Фурланија-Јулијска крајина.
Према процени из 2011. у насељу је живело 15 становника. Насеље се налази на надморској висини од 42 м.